# Sven Runström
Sven August Runström, född 8 april 1896 i Karlstad, död där 25 mars 1966, var en svensk friidrottare (tresteg). Han vann SM-guld i tresteg 1918. Han tävlade för IF Göta.